# Mi gran boda griega 2

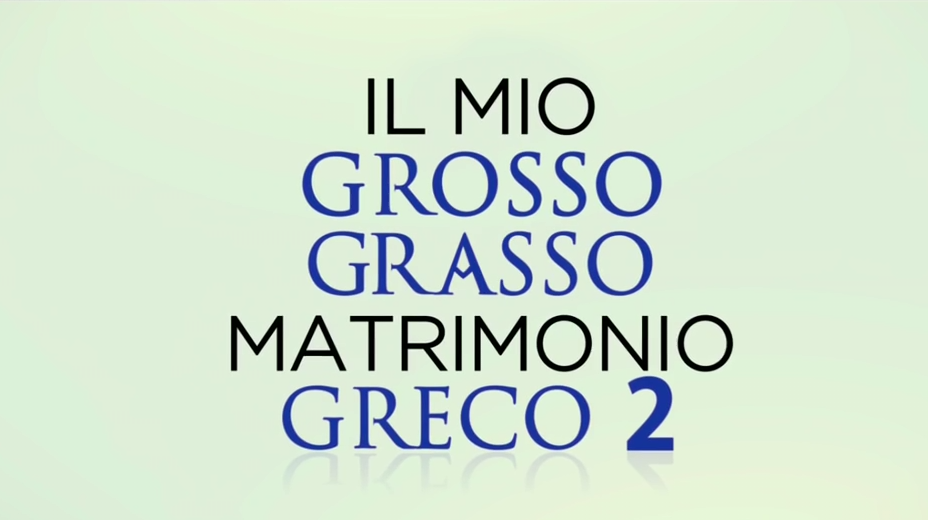
Captura de pantalla del tráiler.

Mi gran boda griega 2 (título original en inglés: My Big Fat Greek Wedding 2) es una película estadounidense de comedia romántica de 2016, dirigida por Kirk Jones y escrita por Nia Vardalos. La película está protagonizada por Vardalos, John Corbett, Andrea Martin, Ian Gómez y Elena Kampouris. Es la secuela de My Big Fat Greek Wedding, estrenada en 2002. El rodaje comenzó a finales de mayo de 2015, en Toronto. La película fue estrenada el 25 de marzo de 2016.

## Reparto
- Nia Vardalos como Toula Portokalos-Miller.
- John Corbett como Ian Miller.
- Lainie Kazan como Maria Portokalos.
- Michael Constantine como Costa "Gus" Portokalos.
- Andrea Martin como la tía Voula.
- Ian Gomez como Mike.
- Alex Wolff[2]  como Bennett.
- Elena Kampouris[3] como Paris.
- John Stamos como George.
- Rita Wilson como Anna.
- Joey Fatone como el primo Angelo.
- Gia Carides como la prima Nikki.
- Louis Mandylor como Nick Portokalos.

## Producción
En una entrevista de 2009 por su película Mi vida en ruinas, a Nia Vardalos  le preguntaron sobre una posible secuela para la comedia romántica My Big Fat Greek Wedding, y ella indicó que ya tenía una idea para una secuela y que había comenzado a escribirla, dando a entender que, al igual que Mi vida en ruinas, la película se ambientaría en Grecia.
El 27 de mayo de 2014, varias agencias de noticias y medios de comunicación informaron que una secuela estaba en producción. Vardalos confirmó más tarde esto a través de su cuenta de Twitter, afirmando que ella también había escrito el guion de la película. Universal Pictures adquirió los derechos de distribución de la película en Estados Unidos el 11 de noviembre de 2014, y Kirk Jones fue elegido para dirigir la película basada en el guion de Vardalos, quien también la protagonizaría.

### Rodaje
El rodaje comenzó el 10 de mayo de 2015 en Toronto, Canadá, y terminó el 28 de junio del mismo año.

## Estreno
En mayo de 2015, Universal fijó la película para su estreno el 25 de marzo de 2016, para abrir en contra de Batman v Superman: Dawn of Justice.